# Cynthia Rothrock
Cynthia Ann Christine Rothrock (Wilmington, Delaware, 8 maart 1957)  is een Amerikaans karatekampioene en actrice.

## Korte biografie
Rothrock groeide op in Scranton, Pennsylvania. Op haar dertiende begon ze met zelfverdedigingstraining. Ze is vijfvoudig (ongeslagen) wereldkampioen karate (in Kata en wapens) tussen 1981 en 1985. (Deze tak van karate is niet verdeeld in een mannen- en vrouwencategorie, maar staat open voor beide geslachten.) Ook heeft ze de zwarte band in Tang Soo Do, Taekwondo, Ying Zhao Quan, Wushu en Noord-Shaolin.
In 1983 werkte ze in Californië met het 'West Coast Demonstration Team'. Een scout van de Hongkong-filmstudio Golden Harvest was op dat moment aan het zoeken naar een opvolger voor Bruce Lee. Ze kreeg een contract aangeboden en in 1985 maakte ze haar eerste film: Police Assassins, waarin ze de hoofdrol deelde met een andere nieuwe actiester, Michelle Yeoh. De film werd een groot succes en in de daaropvolgende jaren maakte ze nog 7 films in Hongkong. De Amerikaanse producent Pierre David bood haar in 1988 de een rol in Martial Law aan, haar eerste Amerikaanse film. Daarna speelde ze in haar meest bekende films: de twee China O'Brien films.
Ze heeft één dochter, Skylar Sophia Rothrock.

## Beknopte filmografie
- 1985 Police Assassins als Inspecteur Carrie
- 1986 Above the Law als Cindy Si / Sandy Jones
- 1988 Karate Tiger 2 als Terry
- 1990 Martial Law als Billie Blake
- 1990     China O'Brien als China O'Brien
- 1991 China O'Brien II als China O'Brien
- 1992 Lady Dragon als Kathy Galagher
- 1993 Honor and Glory als Tracey Pride
- 1993 Irresistible Force als Charlotte Heller (tv-film)
- 1994 Guardian Angel als McKay
- 2004 Sci-Fighter als Sally, White Dragon

## Trivia
- Ze was waarschijnlijk de eerste blanke acteur die niet de slechterik speelde in een Hongkong-film
- Ze was de eerste vrouw op de cover van een karateblad
- Ze was de eerste vrouw die een open wereldkampioenschap won
- Ze heeft zowel de Amerikaanse als de Chinese nationaliteit